# Ниньбинь (футбольный клуб)
«Ниньбинь» (вьет. Ninh Bình) — вьетнамский футбольный клуб, представляющий одноимённые город (ныне Хоалы) и провинцию.
Клуб был создан в 2007 году на основе выступавшей в Первом дивизионе команды «Шон Донгтам Лонган» — фарм-клуба чемпионов Вьетнама «Донгтам Лонган». Команда принадлежит производителю цемента «The Vissai Ninh Bình». В 2009 году «Ниньбинь» стал победителем Первого дивизиона и обеспечил себе место в V-лиге.

## Достижения
- Чемпионат Вьетнама:

4-е место в 2011
- Первый дивизион

1-е место в 2009

## Выступления в чемпионатах Вьетнама
| Сезон    | 2007 | 2008 | 2009 | 2010 | 2011 | 2012 |
| -------- | ---- | ---- | ---- | ---- | ---- | ---- |
| Дивизион | 2    | 2    | 2    | 1    | 1    | 1    |
| Место    | 7    | 5    | 1    | 11   | 4    | 8    |